# Heinz Lindner
Pour les articles homonymes, voir Lindner.
Heinz Lindner, né le 17 juillet 1990 à Linz en Autriche, est un footballeur international autrichien qui joue au poste de gardien de but au BSC Young Boys.

## Biographie

### En club

#### FK Austria Vienne (2007-2015)
Il commence sa carrière de footballeur au club autrichien du FK Austria Vienne où il signe un contrat pro et joue avec l'équipe réserve pendant trois ans. Le 13 février 2010, à la suite des blessures du gardien titulaire Szabolcs Sáfár et du remplaçant Robert Almer, Heinz fait ses débuts en Division 1 à la 26e minute du match contre Kapfenberger, match remporté 4 buts à 3 par le club de la capitale.
Il est devenu par la suite le gardien titulaire de l'équipe.

#### Eintracht Francfort (2015-2017)
Le 17 juin 2015, libre de tout contrat, il s'engage avec l'Eintracht Francfort pour deux ans, afin de suppléer Kevin Trapp ou de le remplacer car ce dernier est transféré au Paris Saint-Germain.
Il quitte le club à la fin de la saison 2016-2017.

#### Grasshopper Zurich (2017-2019)
En 2017, il signe un contrat de deux ans au Grasshopper Zurich.
Il quitte le club après ses deux ans de contrat avec le club zurichois pour retourner en Allemagne.

#### Retour en Allemagne au SV Wehen Wiesbaden (2019-2020)
En 2019, il retourne en Allemagne au SV Wehen Wiesbaden qui évolue depuis 2009 en Championnat d'Allemagne de football de troisième division (3. Liga), il restera dans le club allemand une année.
Il ne restera pas plus d’une année dans le club de la Hesse.

#### Retour en Suisse au FC Bâle (2020-2022)
Le 8 septembre 2020, il signe un contrat de trois ans après le départ de Jonas Omlin pour HSC Montpellier dans le club Suisse : le FC Bâle qui évolue en Super League .
Il annonce son départ du club en juin 2022.

#### Départ au FC Sion (2022-2025)
Lindner poursuivra sa carrière au FC Sion, comme l'annonce le club. Il a signé un contrat de 3 ans avec son nouveau club.
Le 20 avril 2023, il est victime d'une fracture au pouce gauche contracté durant le match contre Grasshopper Zurich, et ne jouera donc pas les prochains matchs du club (pendant environ 3 semaines),.
Un mois plus tard, il est annoncé qu'il souffre d'une tumeur au testicule et doit mettre un terme à sa saison,.

##### Prêt à l'Union Saint-Gilloise (2024)
Le 16 janvier 2024, Lindner rejoint l'Union Saint-Gilloise en prêt jusqu'à la fin de la saison. Il vient remplir le rôle de deuxième gardien. Il fait sa première apparition sous ses nouvelles couleurs le 21 janvier en championnat lors d'une victoire 2:1 contre Saint-Trond.

#### BSC Young Boys (depuis 2025)
Il rejoint les BSC Young Boys à l'été 2025 en tant que doublure de Marvin Keller.

### En équipe nationale
À la suite de bonnes performances en club, il est appelé chez les espoirs pour disputer des matchs éliminatoires pour l'Euro 2013. Au total il compte une quinzaine de sélections avec les espoirs.
Il est également convoqué pour jouer avec l'équipe A et dispute son premier match lors de la victoire de l'Autriche face à l'Ukraine (3-2) le 1er juin 2012.
Heinz Lindner dispute sa première compétition internationale lors de l'Euro 2016. 
Le 7 juin 2024, il fait partie de la liste des 26 joueurs convoqués par Ralf Rangnick pour disputer l'Euro 2024.

## Statistiques détaillées
| Saison                        | Club                          | Championnat                   | Championnat | Championnat | Coupe(s) nationale(s) | Coupe(s) nationale(s) | Compétition(s) continentale(s) | Compétition(s) continentale(s) | Compétition(s) continentale(s) | Autriche | Autriche | Total | Total |
| Saison                        | Club                          | Division                      | M.          | B.          | M.                    | B.                    | Comp.                          | M.                             | B.                             | M.       | B.       | M.    | B.    |
| 2009-2010                     | Austria Vienne                | Bundesliga                    | 16          | 0           | 1                     | 0                     | C3                             | -                              | -                              | -        | -        | 17    | 0     |
| 2010-2011                     | Austria Vienne                | Bundesliga                    | 24          | 0           | -                     | -                     | C3                             | 6                              | 0                              | -        | -        | 30    | 0     |
| 2011-2012                     | Austria Vienne                | Bundesliga                    | 23          | 0           | 5                     | 0                     | C3                             | 3                              | 0                              | 1        | 0        | 32    | 0     |
| 2012-2013                     | Austria Vienne                | Bundesliga                    | 36          | 0           | 4                     | 0                     | -                              | -                              | -                              | 3        | 0        | 43    | 0     |
| 2013-2014                     | Austria Vienne                | Bundesliga                    | 36          | 0           | 1                     | 0                     | C1                             | 10                             | 0                              | 3        | 0        | 50    | 0     |
| 2014-2015                     | Austria Vienne                | Bundesliga                    | 31          | 0           | 6                     | 0                     | -                              | -                              | -                              | -        | -        | 37    | 0     |
| Sous-total                    | Sous-total                    | Sous-total                    | 166         | 0           | 17                    | 0                     | -                              | 19                             | 0                              | 7        | 0        | 209   | 0     |
| 2015-2016                     | Eintracht Francfort           | Bundesliga                    | -           | -           | 1                     | 0                     | -                              | -                              | -                              | 1        | 0        | 2     | 0     |
| 2016-2017                     | Eintracht Francfort           | Bundesliga                    | 2           | 0           | -                     | -                     | -                              | -                              | -                              | 3        | 0        | 5     | 0     |
| Sous-total                    | Sous-total                    | Sous-total                    | 2           | 0           | 1                     | 0                     | -                              | -                              | -                              | 4        | 0        | 7     | 0     |
| 2017-2018                     | Grasshopper Zurich            | Super League                  | 36          | 0           | 4                     | 0                     | -                              | -                              | -                              | 8        | 0        | 48    | 0     |
| 2018-2019                     | Grasshopper Zurich            | Super League                  | 35          | 0           | -                     | -                     | -                              | -                              | -                              | 9        | 0        | 44    | 0     |
| 2019-2020                     | Wehen Wiesbaden               | 2. Bundesliga                 | 23          | 0           | -                     | -                     | -                              | -                              | -                              | -        | -        | 23    | 0     |
| Sous total Grasshopper Zurich | Sous total Grasshopper Zurich | Sous total Grasshopper Zurich | 71          | 0           | 4                     | 0                     | -                              | -                              | -                              | 17       | 0        | 92    | 0     |
| 2020-2021                     | FC Bâle                       | Super League                  | 31          | 0           | -                     | -                     | -                              | -                              | -                              | -        | -        | 31    | 0     |
| 2021-2022                     | FC Bâle                       | Super League                  | 36          | 0           | -                     | -                     | C4                             | 14                             | 0                              | 4        | 0        | 54    | 0     |
| Sous-total                    | Sous-total                    | Sous-total                    | 67          | 0           | -                     | -                     | -                              | 14                             | 0                              | 4        | 0        | 85    | 0     |
| 2022-2023                     | FC Sion                       | Super League                  | 28          | 0           | 1                     | 0                     | -                              | -                              | -                              | 4        | 0        | 33    | 0     |
| 2023-2024                     | Union Saint-Gilloise (prêt)   | Division 1A                   | 1           | 0           | -                     | -                     | C4                             | 2                              | 0                              | -        | -        | 3     | 0     |
| Total sur la carrière         | Total sur la carrière         | Total sur la carrière         | 335         | 0           | 23                    | 0                     | -                              | 35                             | 0                              | 36       | 0        | 429   | 0     |

## Palmarès

### En club
- Austria Vienne
  - Révélation de l'année en 2010.
  - Champion d'Autriche en 2013.